# Балканска зора
 Тази статия е за пловдивския ежедневник.  За софийския вестник от 1912 г. вижте Балканска зора (1912).  
„Балканска зора“ е първият траен ежедневен български вестник. Излиза в Пловдив от 1890 до 1894 година и от 1 до 4 октомври 1900 година.
| Годишнина | Броеве      | Дата                           |
| --------- | ----------- | ------------------------------ |
| I         | 1 – 286     | 1 март 1890 – 28 февруари 1891 |
| II        | 287 – 569   | 1 март 1891 – 29 февруари 1892 |
| III       | 570 – 856   | 1 март 1892 – 28 февруари 1893 |
| IV        | 857 – 1130  | 2 март 1893 – 26 февруари 1894 |
| V         | 1131 – 1192 | 1 март 1894 – 4 октомври 1900  |

Основател на вестника е Харитон Генадиев, който се мести в Пловдив след неуспешния опит да основе екзархийски вестник в Цариград в 1887 година. Закупува печатницата на французина Едуард Дионе и издава успешното списание за преводни романи и разкази „Зимни нощи“. Генадиев споделя идеята с брат си Михаил Генадиев и с баща си Иван Генадиев и привлича към идеята Иван Стоянович, който обещава да стане постоянен автор на вестника. Редакцията на вестника е на Балък пазар, на стотина метра от Джумаята, срещу гръцкото кафене на улицата водеща към катедралата „Успение Богородично“, българска девическа гимназия и старата митрополия.
Първата статия на вестника „Две думи“ определя посоката му:
| „ | Ние тържественно заявяваме, че при урѣжданието на „Балканска зора“ нѣма да се рѫководимъ отъ никакви партизански дертове и лични умрази... Нашата цѣль ще бѫде да дадемъ на читателитѣ си, до колкото ни бѫде възможно, по-избранъ и по-разнообразенъ материялъ, да ги държимъ въ течението на всичкитѣ събития и явления по вънъ въ политическо и научно отношение. В нашитѣ вѫтрешни, чисто политически въпроси, ние ше се простираме до тамъ, до гдѣто позволяватъ обстоятелствата и кризата, която прѣкарва България, или съ други думи ще се поставимъ на чисто информационна почва - ще съобщаваме безъ коментарии извѣстни фактове и събития, които е възможно да се обнародватъ безъ да се побърка на българската кауза... Сърбитѣ, които въ много отношения стоѭтъ по-низко отъ насъ, си иматъ свои ежедневни вѣстници. Нашето национално честолюбие би трѣбало да ни накара да имаме и ние. | “ |

Основните двигатели са Харитон Генадиев и Стоянович. Михаил Генадиев пише:
| „ | тия двамата мъже със силна воля работиха неуморно. Стоянович пишеше преимуществено, компетентно и вдъхновено, статиите по политическото положение в чуждите държави. Харитон Генадиев имаше статиите по вътрешното положение, което излагаше с такт, коректност и без тенденция. | “ |

За сътрудници са поканени и адвокатът Владимир Неделев, учителят Михаил Баламезов и главният инженер на Пловдив Петко Николов. Други сътрудници на вестника са Тодор Георгиев, адвокат от Хасково, художникът Антон Митов, емигрантът в Русия Гаврил Баламезов, Тодор Бурмов от Габрово, д-р Кръстьо Кръстев от София, д-р Теодоси Витанов от Видин, Петър Габе от Балчик. Към редакцията се присъединява и братът на Харитон Павел Генадиев, който замества Михаил.
Вестникът обаче не успява да запази заявената в първия си брой неутралност и бързо минава в опозиция на управляващата стамболовистка Народнолиберална партия и критикува правителството на Стефан Стамболов. В 1890 година все пак вестникът, издаван от македонските българи Генадиеви, хвали Стефан Стамболов за постигнатите берати за български владици за Скопска, Охридска и Велешка епархия в Македония: „И така бератите са връчени, дванадесет години борба и сълзи на Македонците се обърнаха във вчерашния ден! Поклон на г. Стамболов от най-скептичния вестник на България!“. В 1891 година от Брюксел се връща братът на Харитон Никола Генадиев, който от брой 341 поема управлението на вестника като главен редактор и той се радикализира в своя антистамболовизъм. От брой 362 отговорен редактор на вестника е братът на Харитон и Никола Райчо (Ираклий) Генадиев. Вестникът не напада министър-председателя Стамболов, но критикува произвола и беззаконията на режима и вестникът влиза в конфликт с правителствения орган „Свобода“. Политическите критики обаче са съчетани с възхвали на икономическите успехи. Вестникът се отнася отрицателно към социализма в България. Във вестника се публикуват и литературни произведения – фейлетони, мемоари и други.
В края на 1892 година изненадващо „Балканска зора“ минава на стамболовистки позиции срещу 6000 лева платени от Стамболов на Никола Генадиев. По-късно Павел Генадиев обяснява обръщането на линията с факта, че Стамболов е съдействал на Никола да събере 12 000 лева за отпечатани реклами от Пловдивското земеделско-стопанско изложение. В резултат Иван Стоянович, Антон Митов и други престават да сътрудничат на вестника.
Вестникът спира на 24 май 1894 година. Подновява излизането си на 1 октомври 1900 година с отговорен редактор Г. Дюстабанов, но спира след два броя на 4 октомври 1900 година след Временните наредби по печата.
Името на вестника носи улица в Пловдив.